# Plotopteridae
A Plotopteridae a madarak (Aves) osztályába és a szulaalakúak (Suliformes) rendjébe tartozó fosszilis család.
Ezt a fosszilis madárcsaládot korábban a gödényalakúak (Pelecaniformes) rendjébe sorolták be, de ma már a szulaalakúakhoz vannak áthelyezve.

## Tudnivalók

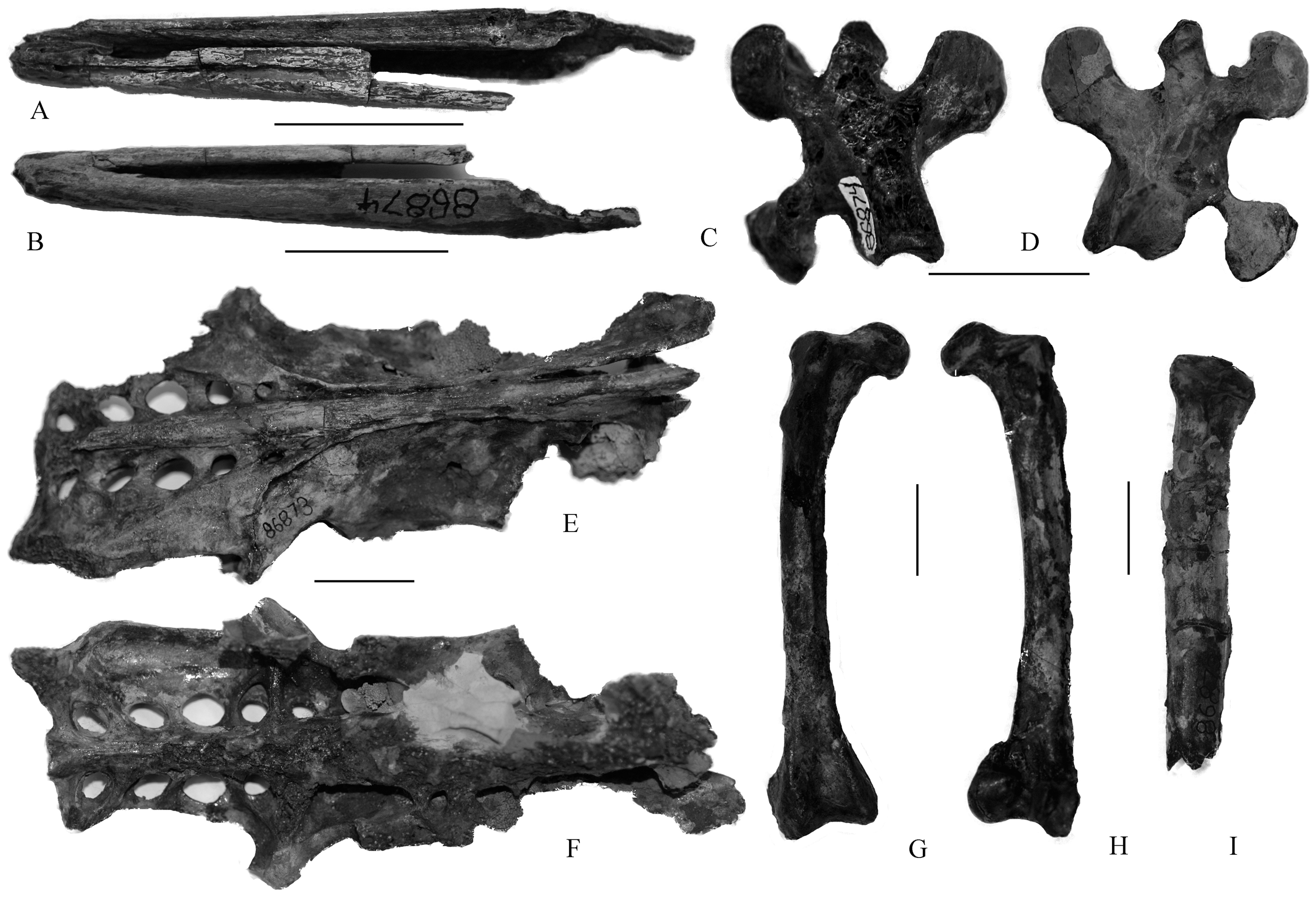
A Tonsala hildegardae fosszilis maradványai

A Plotopteridae-fajok röpképtelen gödényalakúak voltak, amelyek konvergens evolúciót mutatnak a pingvinalakúakkak (Sphenisciformes), főleg az óriási kihalt fajokkal. Ezek a fosszilis vízimadarak a pingvinféléktől eltérően - melyek a Föld déli féltekén telepedtek le, a Csendes-óceán északi részeit hódították meg. Korábban úgy vélték, hogy északi pingvinekről van szó, később pedig a gödények és a pingvinek közti átmenetet képezik. Maradványaikat az Amerikai Egyesült Államokbeli Kalifornia és Washington államokban, valamint Japánban találták meg.
E madarak közül egyesek elérték a 2 méteres magasságot is. A szárnyaik testükhöz viszonyítva rövidek voltak, úszásra alkalmazkodtak. A röpképtelen Plotopteridae-fajok úgy úszhattak és olyan életmódot folytathattak, mint a mai pingvinek és a szintén kihalt óriásalka (Pinguinus impennis). A csontvázuk a kígyónyakúmadár-félékéhez (Anhingidae) hasonló, míg koponyájuk alakja inkább szulaszerű (Sulidae).
Eddig a legősibb felfedezett faj a Phocavis maritimus, amely az eocén kor középső részén élt. A fajok többsége a miocén kor eleje és közepe között élt; ezután pedig az egész család kipusztult. A Plotopteridae-fajok kihalása megegyezik a déli félgömbön élő óriás pingvinek kihalásával, vagyis a tengeri emlősök térhódításával. Ekkortájt a fogascetek (Odontoceti) és az úszólábúak (Pinnipedia) nagymértékű fajképződésbe kezdtek; és ezek a madarak vagy a táplálékforrásért való versengésben maradtak alul, vagy ők maguk váltak az újabb tengeri élőlények áldozatául.

## Rendszerezésük
Az eddigi felfedezések szerint, ebbe a családba az alábbi 8 madárnem tartozik:
- Copepteryx Olson & Hasegawa, 1996
- Hokkaidornis Sakurai et al., 2008
- Klallamornis
- Olympidytes
- Phocavis
- Plotopterum - típusnem
- Stemec
- Tonsala

### Fordítás
- Ez a szócikk részben vagy egészben  a   Plotopteridae című angol Wikipédia-szócikk ezen változatának fordításán alapul.  Az eredeti cikk szerkesztőit annak laptörténete sorolja fel. Ez a jelzés csupán a megfogalmazás eredetét és a szerzői jogokat jelzi, nem szolgál a cikkben szereplő információk forrásmegjelöléseként.